# Drunk Tank Pink
Drunk Tank Pink — второй студийный альбом британской постпанк-группы Shame, выпущенный 15 января 2021 года на лейбле Dead Oceans.

## Отзывы
| Совокупная оценка    | Совокупная оценка                                                        |
| Источник             | Оценка                                                                   |
| -------------------- | ------------------------------------------------------------------------ |
| AnyDecentMusic?      | 7.6/10                                                                   |
| Metacritic           | 82/100                                                                   |
| Оценки критиков      |                                                                          |
| Источник             | Оценка                                                                   |
| AllMusic             | [ 3 ]                                                                    |
| Clash                | 8/10                                                                     |
| Consequence of Sound | B+                                                                       |
| DIY                  | [ 6 ]                                                                    |
| The Guardian         | [ 7 ]                                                                    |
| Mojo                 | [ 2 ]                                                                    |
| NME                  | 5 из 5 звёзд · 5 из 5 звёзд · 5 из 5 звёзд · 5 из 5 звёзд · 5 из 5 звёзд |
| Paste                | 7.8/10                                                                   |
| Pitchfork            | 7.6/10                                                                   |
| Uncut                | [ 2 ]                                                                    |

Альбом получил положительные отзывы от музыкальных критиков. На сайте Metacritic, который присваивает нормализованную оценку из 100 баллов отзывам критиков, альбом получил средний балл 82, основанный на 21 отзывах, что свидетельствует о «всеобщем признании».
В рецензии для AllMusic Хизер Фарес написала: «Хотя он назван в честь цвета, который использовался для усмирения сильно опьяневших заключённых, во втором альбоме группы мало успокаивающего; по сравнению с ним их дебют звучит почти степенно. На Drunk Tank Pink Shame звучат неудержимо, но при этом они находят новые способы направить эту энергию в нужное русло». В Clash Эрин Бэшфорд сказала: «Drunk Tank Pink — это сюрреалистический пейзаж отчаяния, разочарования и раздумий, а также уверенная вторая пластинка южнолондонцев. Каждый трек ощущается как своя собственная экосистема, борющаяся со своими демонами и проходящая свой собственный музыкальный путь. Это определённо альбом, созданный с большим количеством размышлений и различных концепций, рассматриваемых в течение 40 с лишним минут».

## Список композиций
Слова и музыка всех песен — Shame.
| №                   | Название              | Длительность |
| ------------------- | --------------------- | ------------ |
| 1.                  | «Alphabet»            | 2:52         |
| 2.                  | «Nigel Hitter»        | 3:24         |
| 3.                  | «Born in Luton»       | 4:49         |
| 4.                  | «March Day»           | 3:12         |
| 5.                  | «Water in the Well»   | 3:07         |
| 6.                  | «Snow Day»            | 5:20         |
| 7.                  | «Human, For a Minute» | 4:34         |
| 8.                  | «Great Dog»           | 2:00         |
| 9.                  | «6/1»                 | 2:39         |
| 10.                 | «Harsh Degrees»       | 3:09         |
| 11.                 | «Station Wagon»       | 6:35         |
| Общая длительность: | Общая длительность:   | 41:35        |

| №                   | Название                   | Длительность |
| ------------------- | -------------------------- | ------------ |
| 12.                 | «Woodblock»                | 2:41         |
| 13.                 | «Alphabet» (Demo)          | 3:06         |
| 14.                 | «Water in the Well» (Demo) | 3:28         |
| Общая длительность: | Общая длительность:        | 51:01        |

## Позиции в чартах
| Чарт (2021)                       | Высшая позиция |
| --------------------------------- | -------------- |
| Бельгия/Фландрия (Ultratop)       | 23             |
| Бельгия/Валлония (Ultratop)       | 107            |
| Нидерланды (Album Top 100)        | 97             |
| Португалия (AFP)                  | 50             |
| Шотландия (Scottish Albums Chart) | 6              |
| Великобритания (UK Albums Chart)  | 8              |